# أذن الأرنب
أُذن الأرنب أو لسان الكلب هو جنس من النباتات المزهرة الصغيرة في الفصيلة الحمحمية.